# 얼리거우역
얼리거우역(중국어: 二里沟站)은 중국 베이징시 하이뎬구 간자커우 가도와 시청구 전람로 가도 경계선의 처궁좡 서로(车公庄西路), 처궁좡 대가(车公庄大街), 싼리허로(三里河路)의 교차점에 위치한 베이징 지하철 6호선과 16호선의 환승역이다. 원래는 2022년 말 개통 예정이었으나, 지연되는 완공 작업과 인계 작업으로 인해 한 차례 연기되어 2023년 3월 18일 개장하였다. 베이징 지하철의 80번째 환승역이자, 두 노선이 동시에 개통한 환승역이다.

## 위치
얼리거우역은 싼리허로(남북 방향)와 처궁좡 서로 및 처궁좡 대가(동서 방향)의 교차점에 위치하고, 6호선 역은 동서 방향, 16호선 역은 남북 방향으로 배열되어 있다.

## 역 구조
두 노선 모두 2면 2선의 상대식 승강장 형태의 지하역 구조로, 이 역에서 16호선이 6호선의 상부를 통과한다. 이 역은 8개의 환승 통로가 존재한다.
| 지면     | 가도                              | A-D출입구                                                                     |
| 지하 1층 | 입구 D 로비                       | 고객 서비스 센터, 자동 발매기, 출입 게이트, 입구 C 완충 플랫폼, 매점          |
| 지하 2층 | 입구 B / C 로비                   | 고객 서비스 센터, 자동 티켓 판매기, 출입 게이트, 티켓 교환기                  |
| 지하 2층 | 상대식 승강장, 오른쪽 출입문 열림 |                                                                               |
| 지하 2층 | ←                                 | ■ 16호선 베이안허 방면 (국가도서관)                                           |
| 지하 2층 | →                                 | ■ 16호선 완핑청 방면 (간자커우)                                               |
| 지하 2층 | 상대식 승강장, 오른쪽 출입문 열림 |                                                                               |
| 지하 2층 | 입구 A2 로비                      | 고객 서비스 센터, 자동 발매기, 출입 게이트, 티켓 교환기, D 게이트 완충 플랫폼 |
| 이중층   | 입구 A1 로비                      | 고객 서비스 센터, 자동 발매기, 출입 게이트, 5번 엘리베이터                    |
| 이중층   | 6호선 철도 복도                   |                                                                               |
| 지하 3층 | 북쪽 환승 홀                      | 환승 홀(엘리베이터 1, 2), 중앙제어실                                          |
| 지하 3층 | 상대식 승강장, 오른쪽 출입문 열림 |                                                                               |
| 지하 3층 | ←                                 | ■ 6호선 진안차오 방면 (바이스차오난)                                          |
| 지하 3층 | →                                 | ■ 6호선 루청 방면 (처궁좡시)                                                  |
| 지하 3층 | 상대식 승강장, 오른쪽 출입문 열림 |                                                                               |
| 지하 3층 | 남쪽 환승 홀                      | 환승 홀(에스컬레이터 3,4), 중앙통제실                                         |

### 역사 및 승강장
이 역의 6호선과 16호선은 모두 상대식 승강장을 사용하며, 그 중 16호선의 상행 승강장과 하행 승강장은 6호선 역의 남북 환승 홀을 통해 반대 방향으로 환승할 수 있다. 6호선 승강장 선로 구간 위의 철도 복도를 통해 반대 방향으로 환승할 수 있다. 또한, 이 역의 외부 홀은 두 노선 간의 환승 기능도 수행한다.
이 역은 A1, A2 출입구에 있는 엘리베이터 외에도 북측 환승 홀과 남측 환승 홀로 연결되는 각 승강장에도 엘리베이터가 총 7대가 설치되어 있다.
이 역의 티켓 판매 및 검사 장치는 5개의 외부 홀에 분포되어 있다.

## 사진

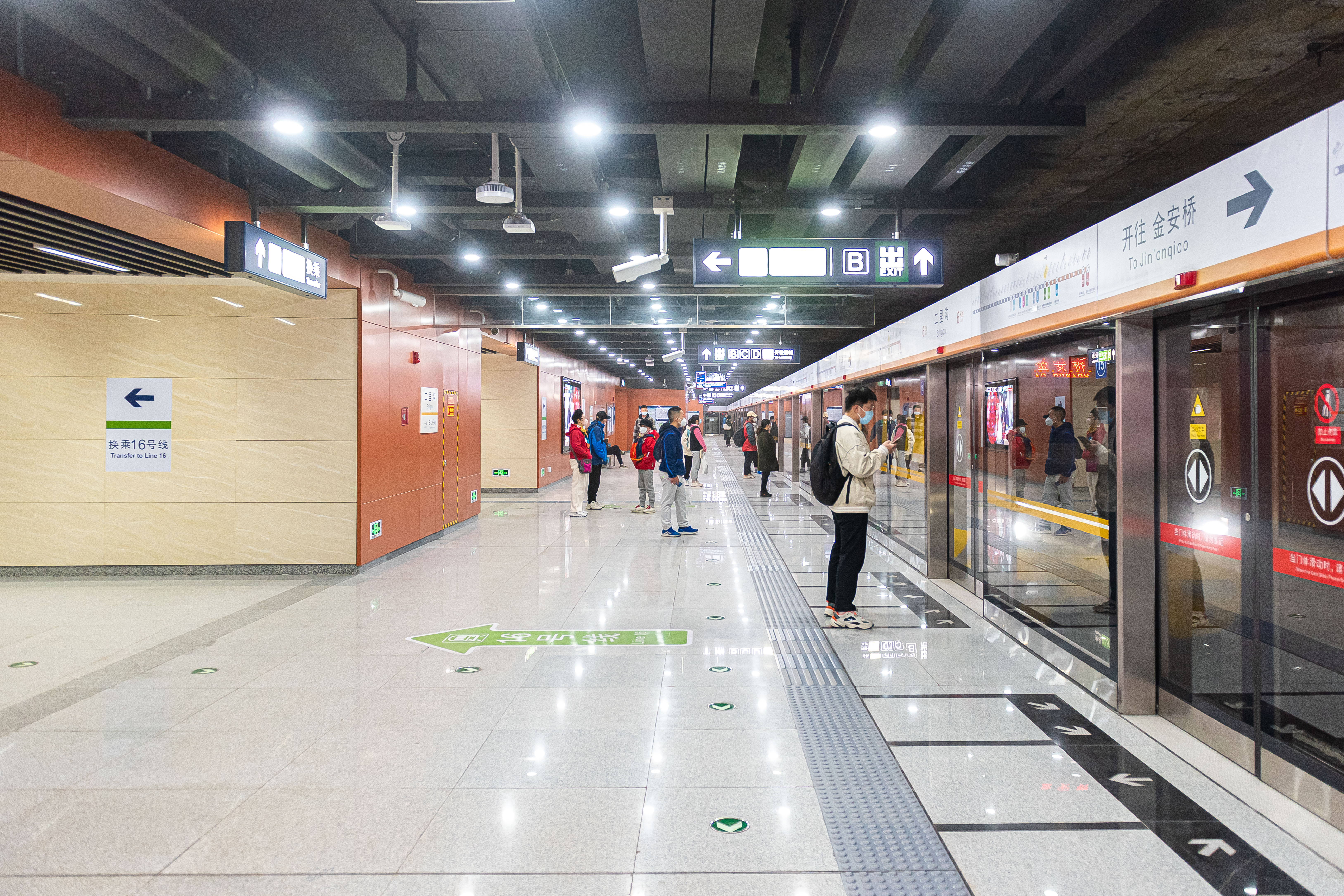
6호선 승강장(진안차오 방향)
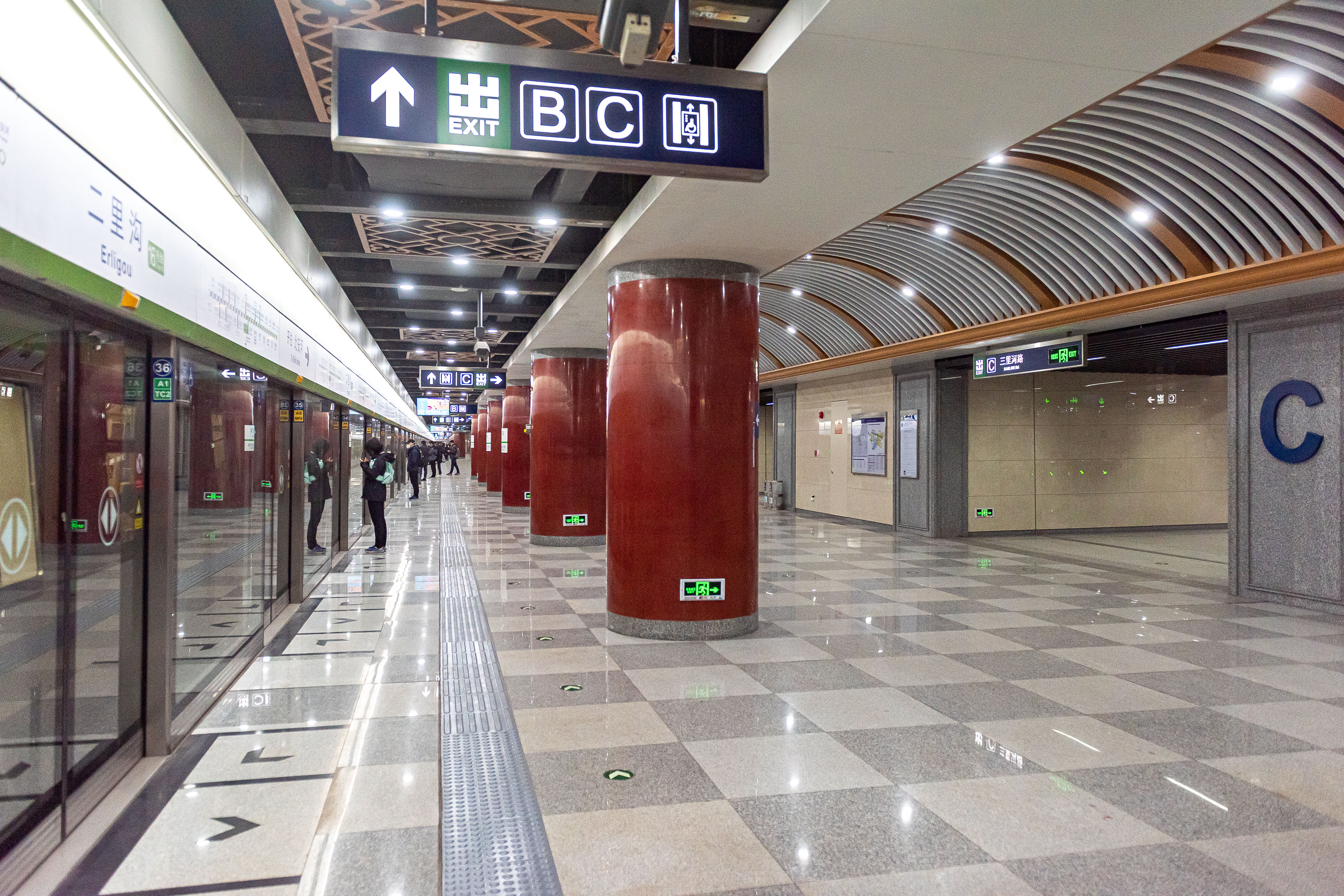
16호선 승강장(베이안허 방향)
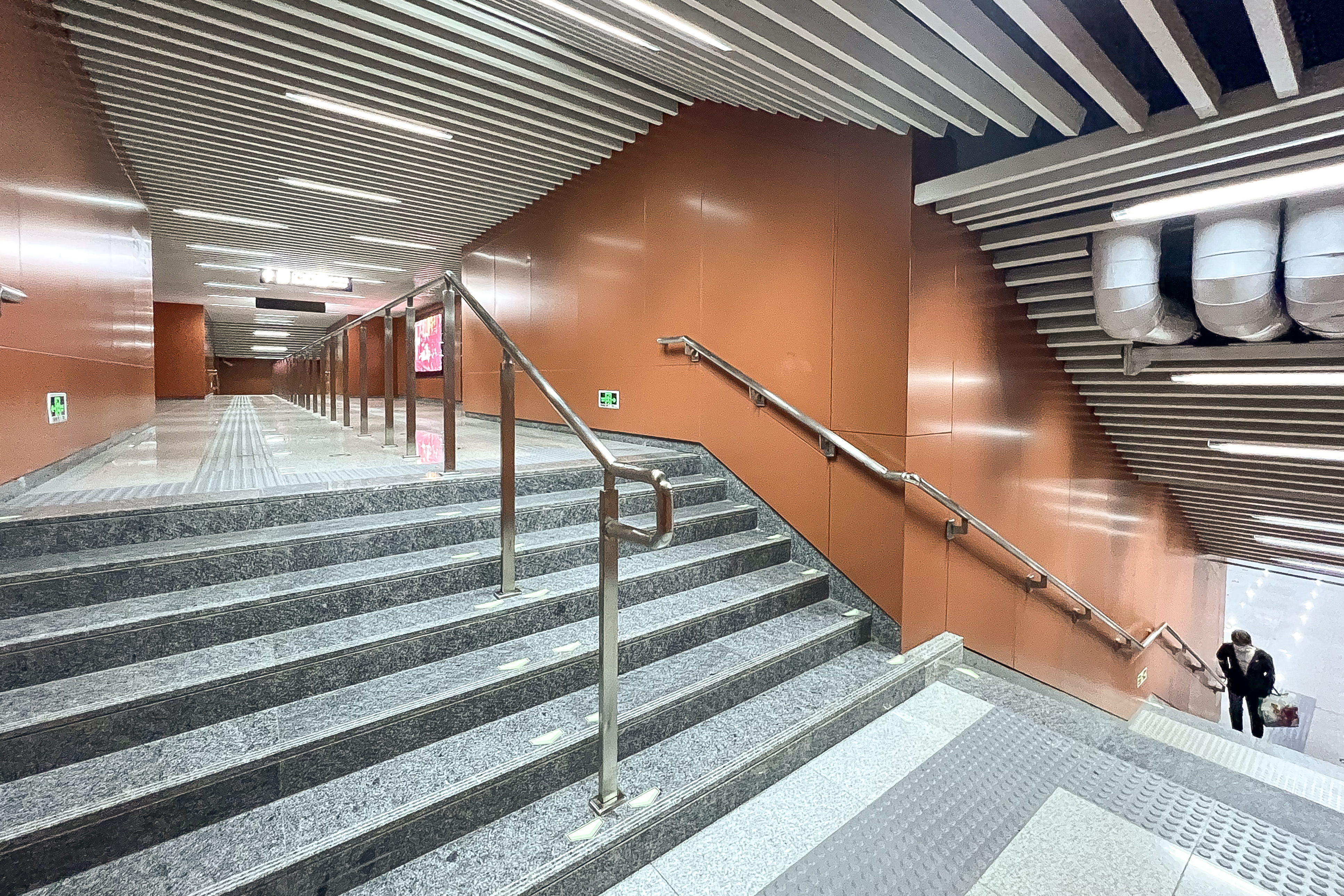
6호선 환승 홀
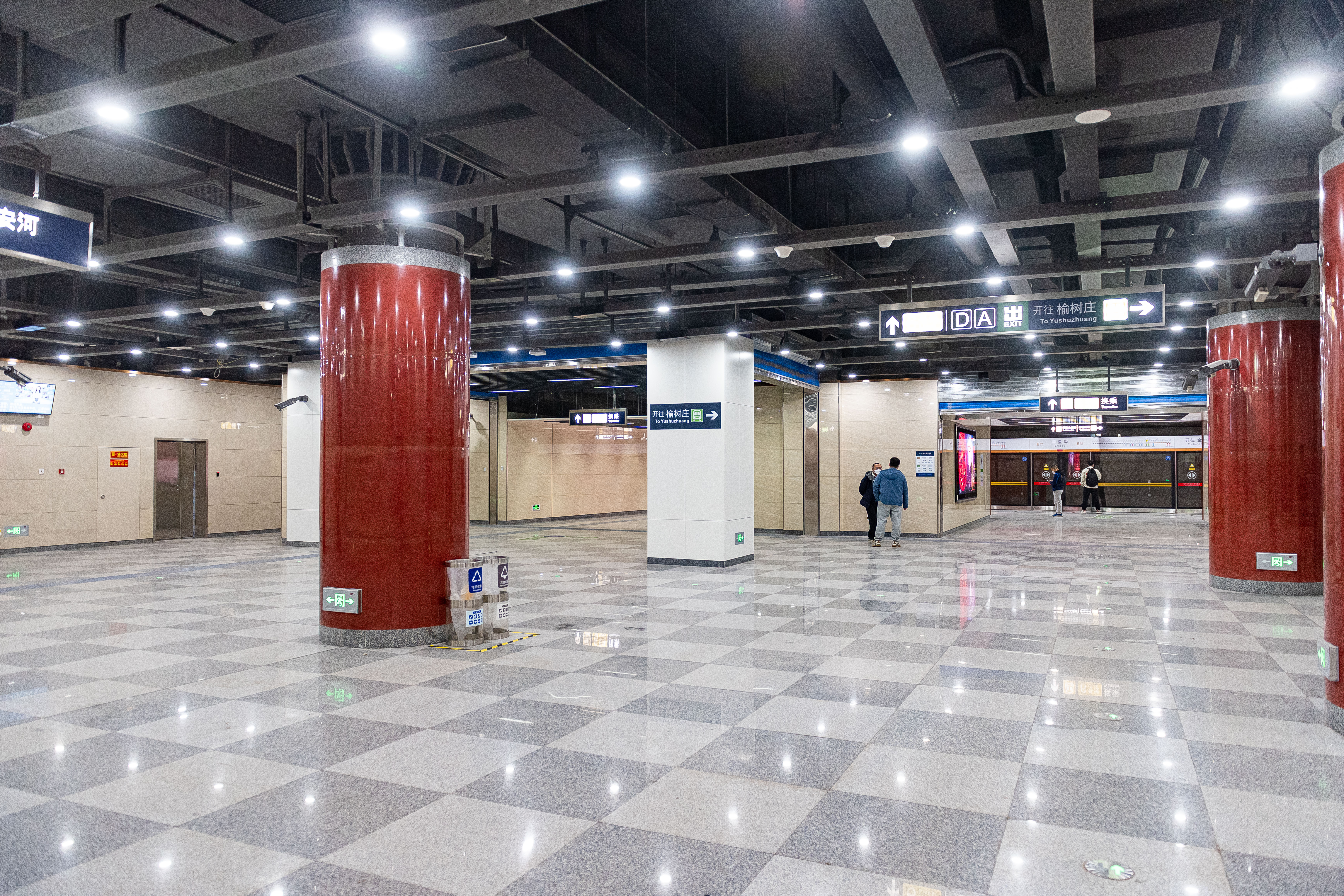
6호선 진안차오 방향 승강장으로 이어지는 북쪽 환승 홀
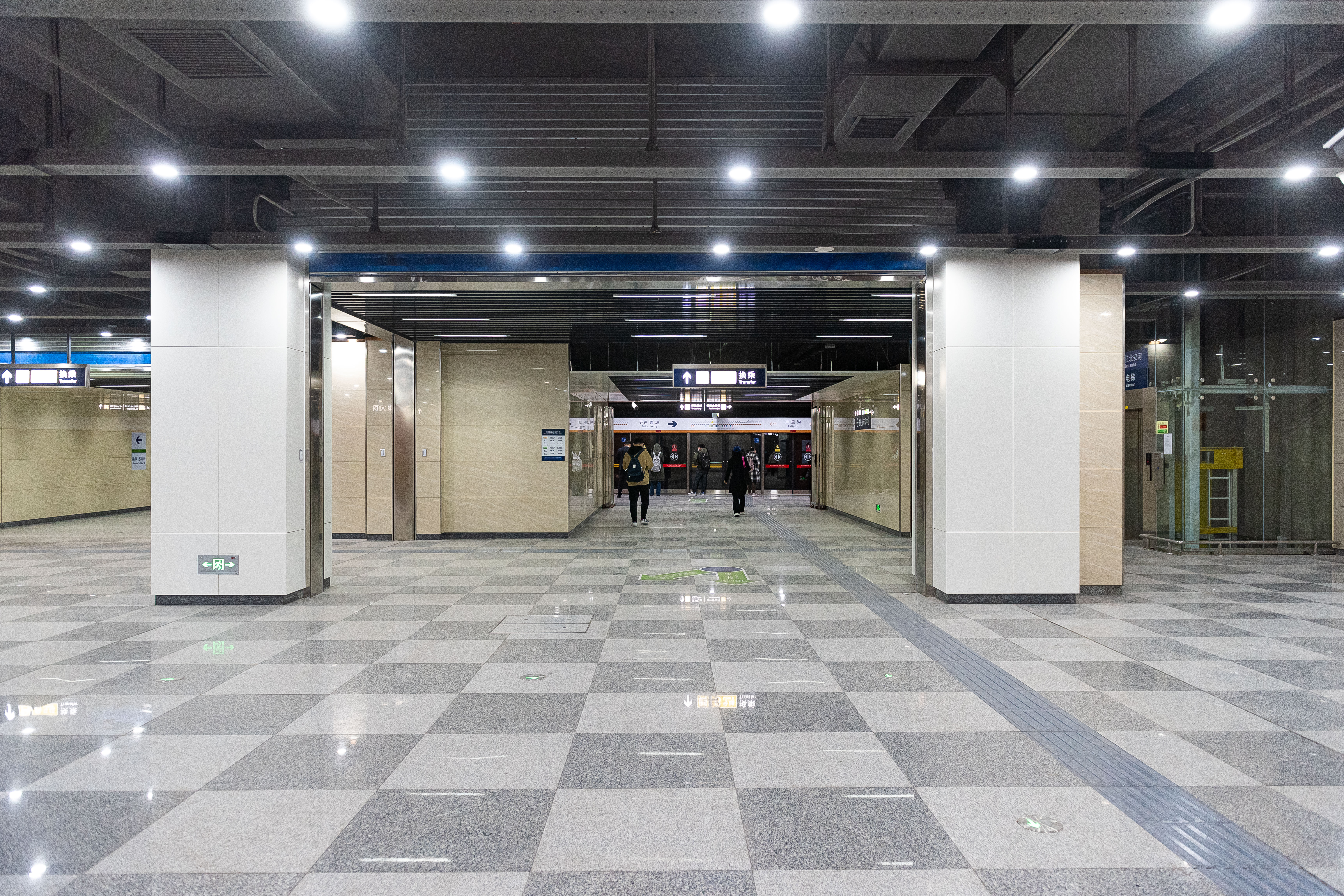
6호선 루청 방향 승강장으로 이어지는 남쪽 환승 홀
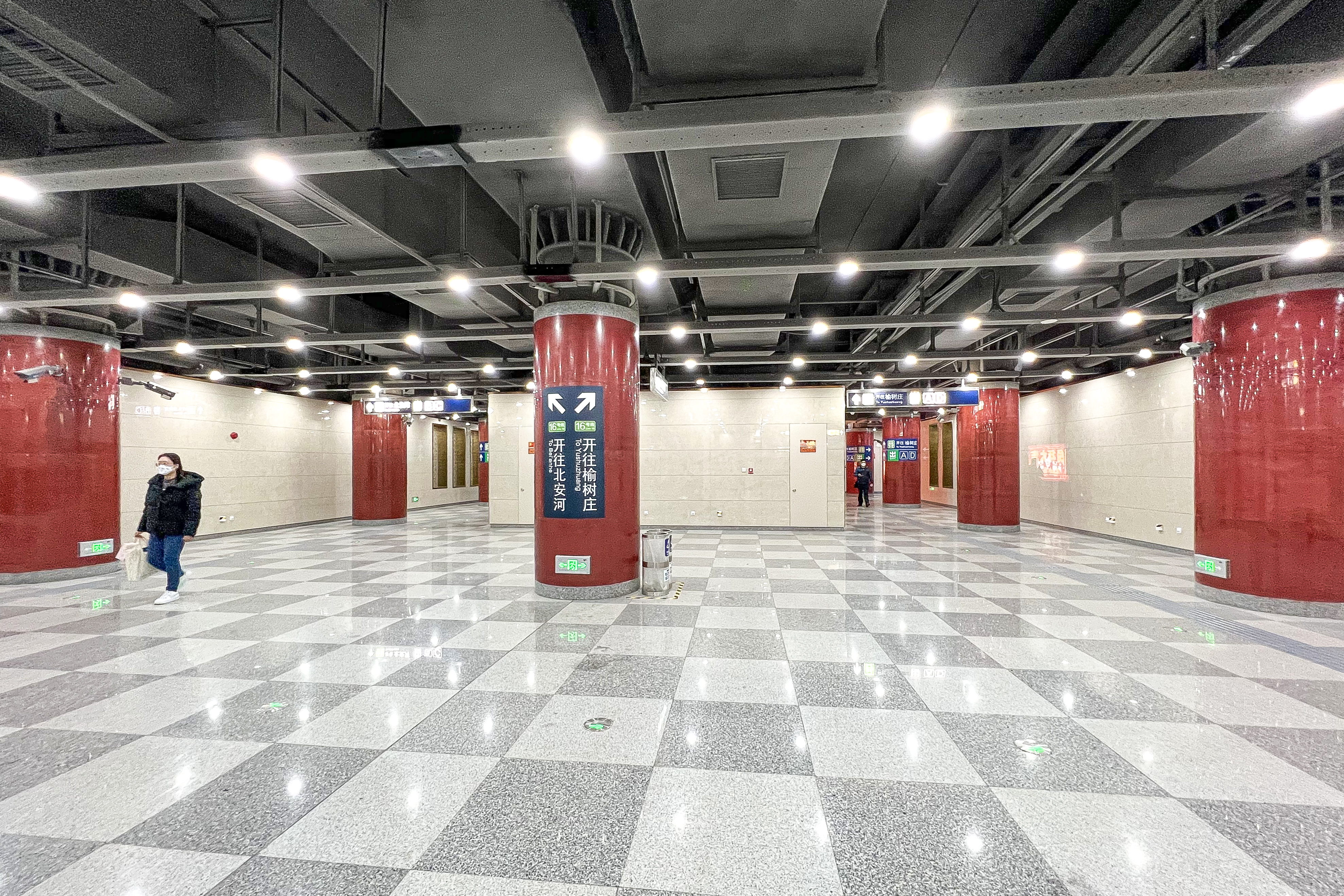
6호선 루청 방향 승강장으로 이어지는 남쪽 환승 홀
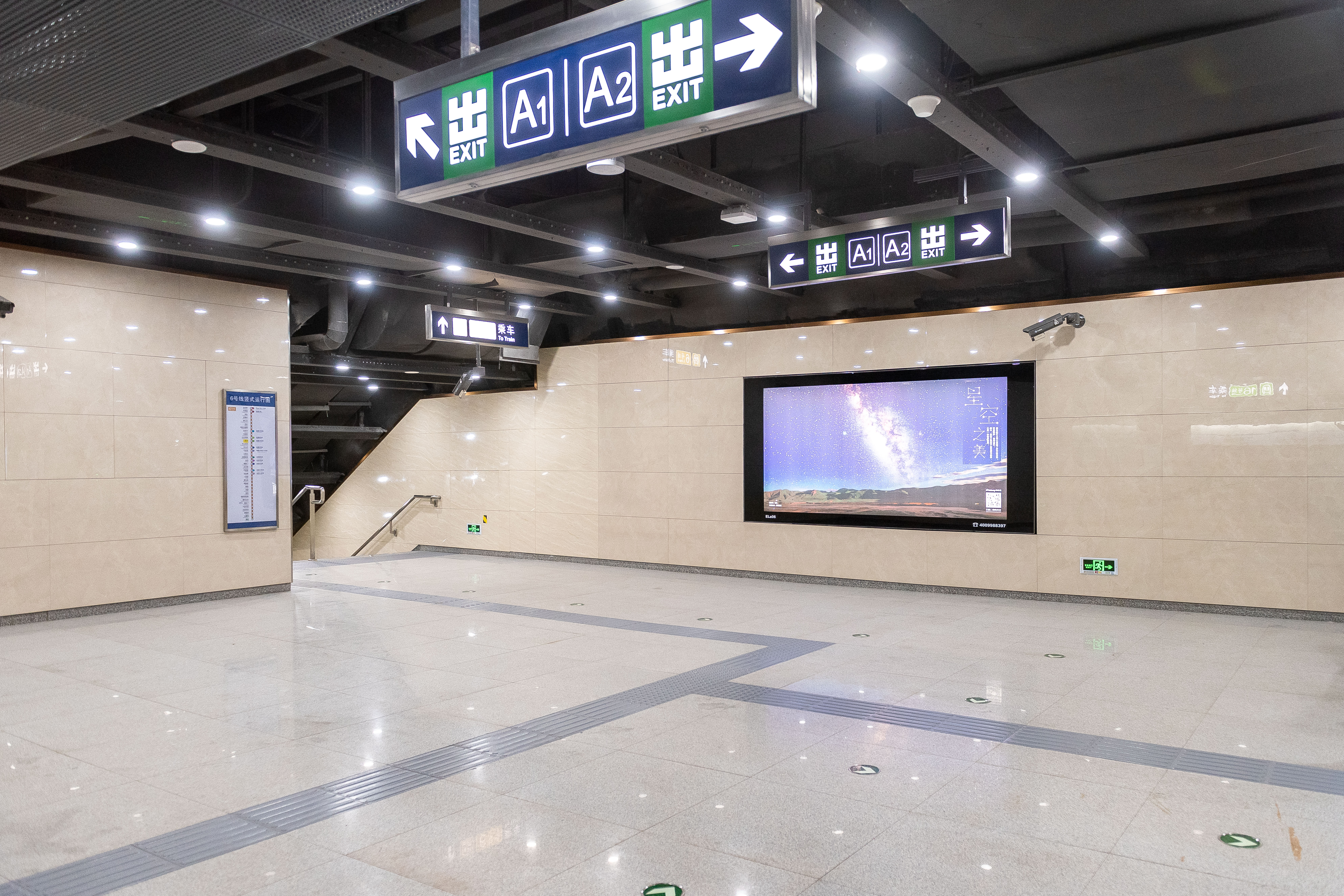
A 출구 대합실 통로
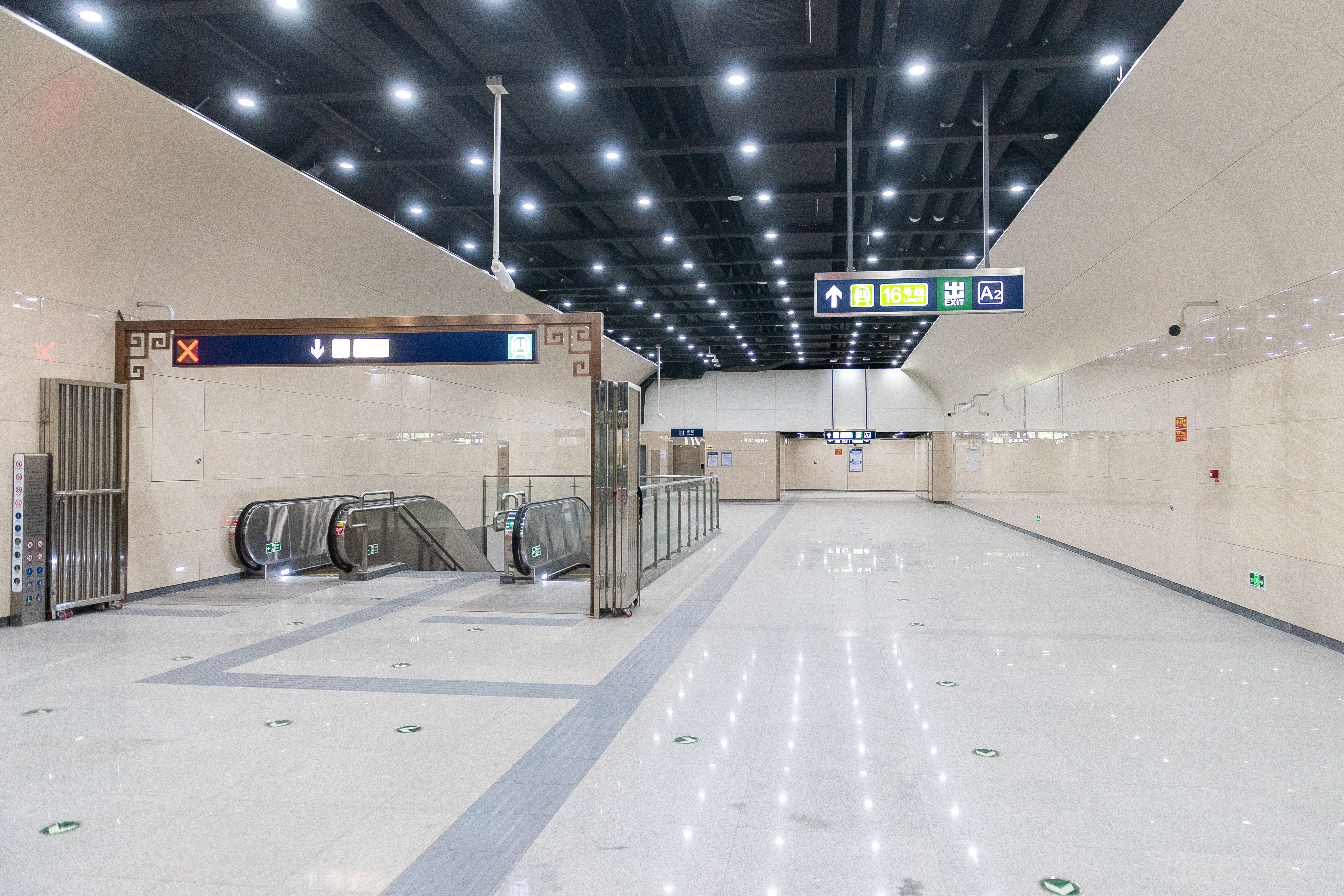
A1 외부 플러그인 홀
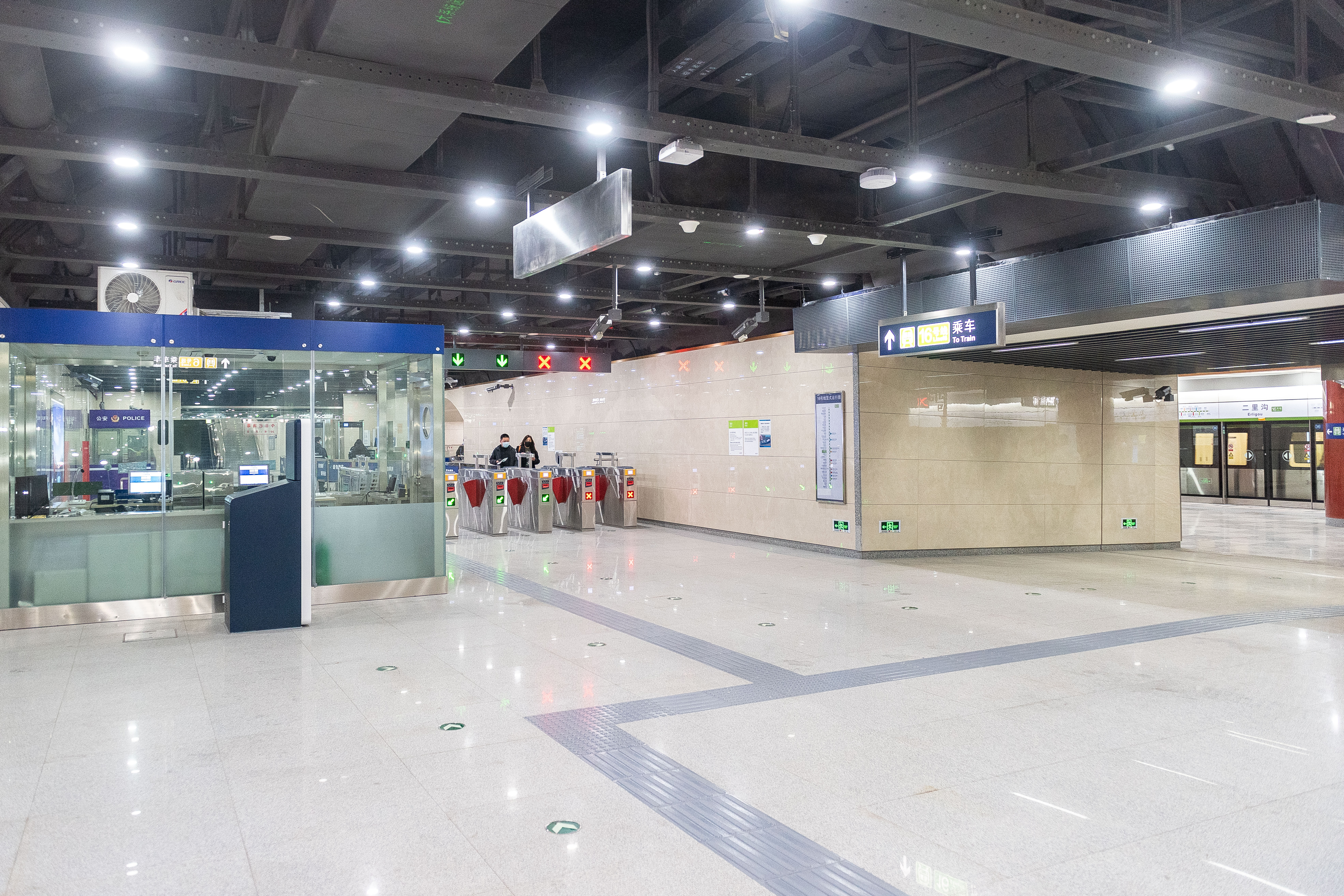
A2 외부 플러그인 홀
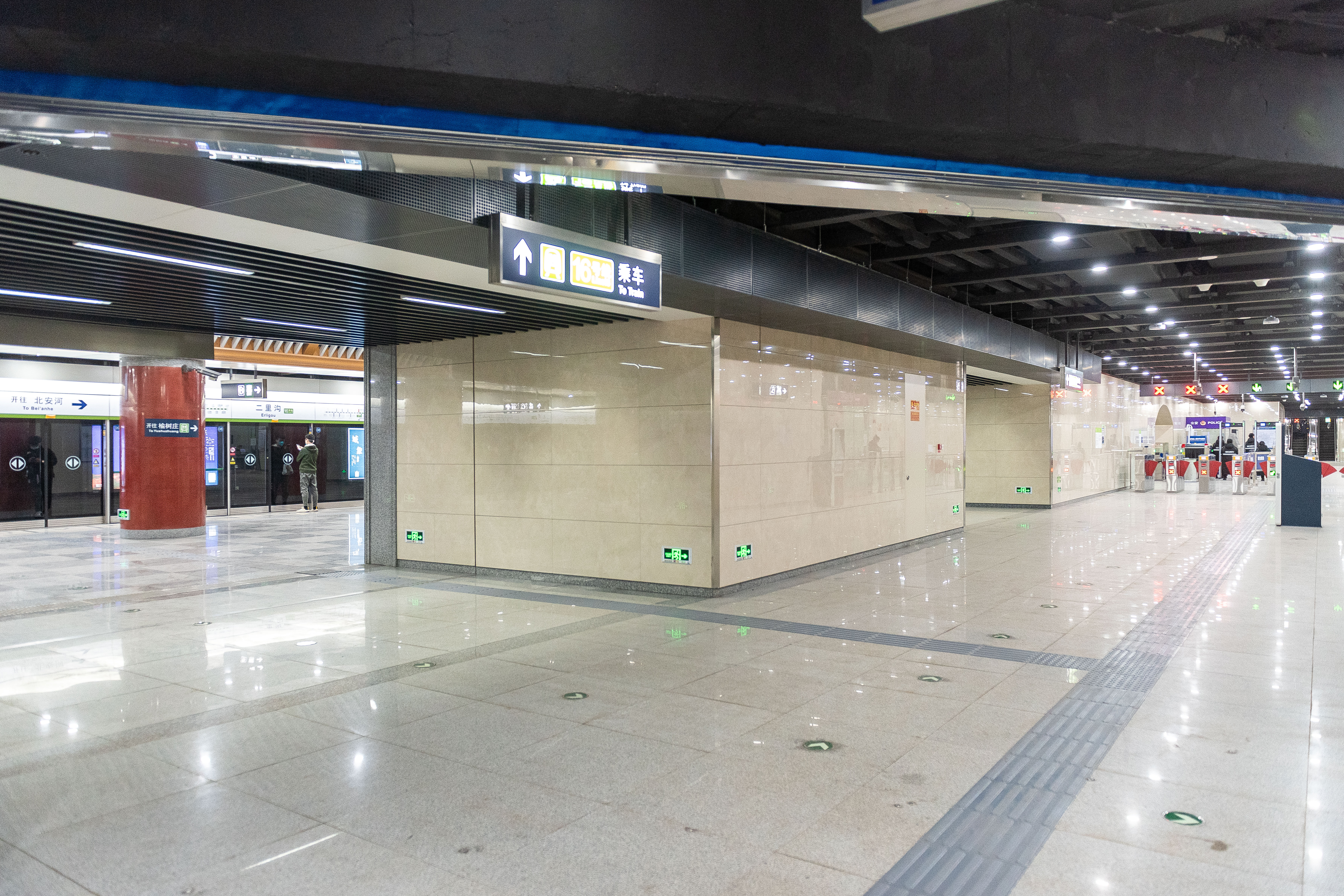
B 외부 플러그인 홀
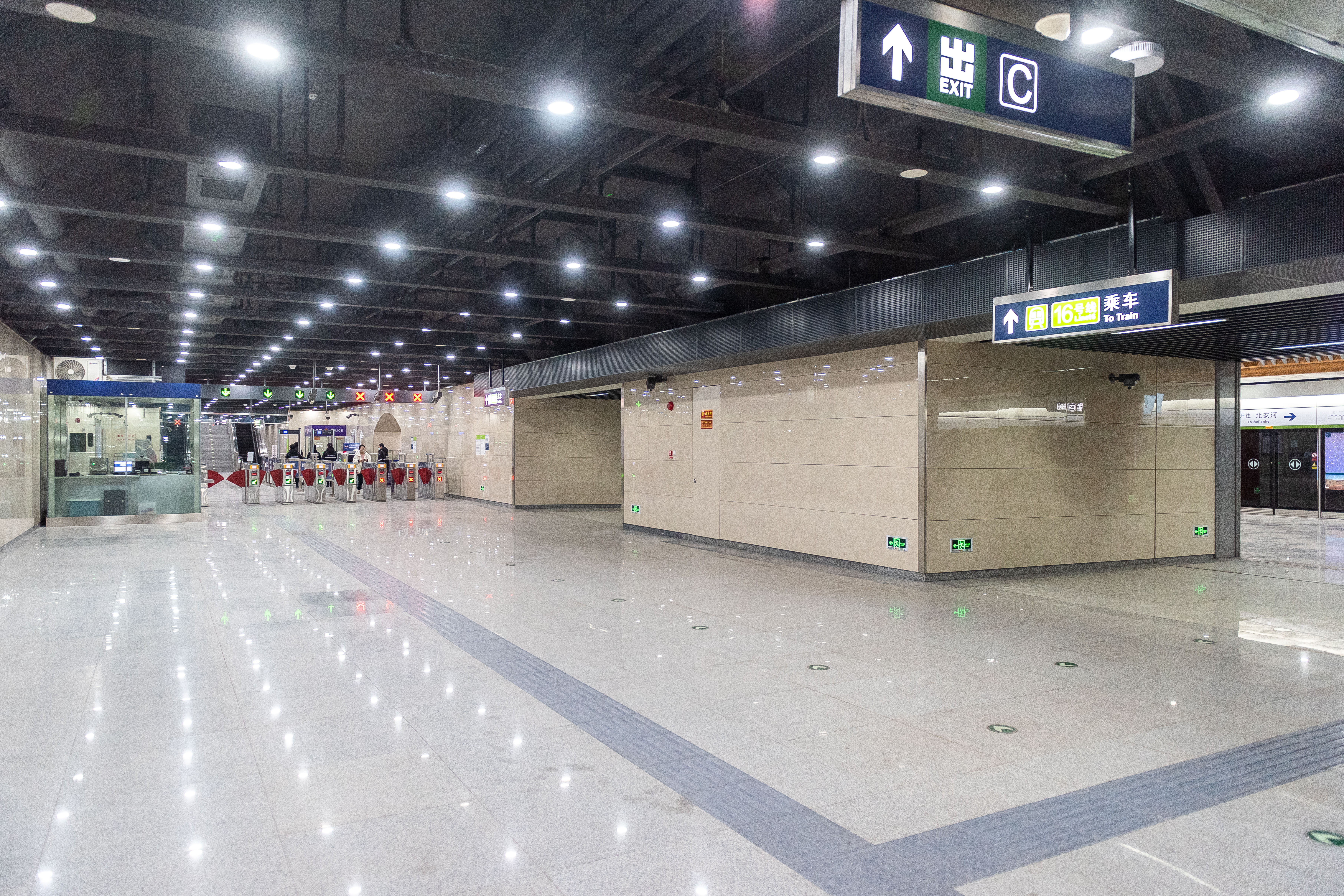
C 외부 플러그인 홀
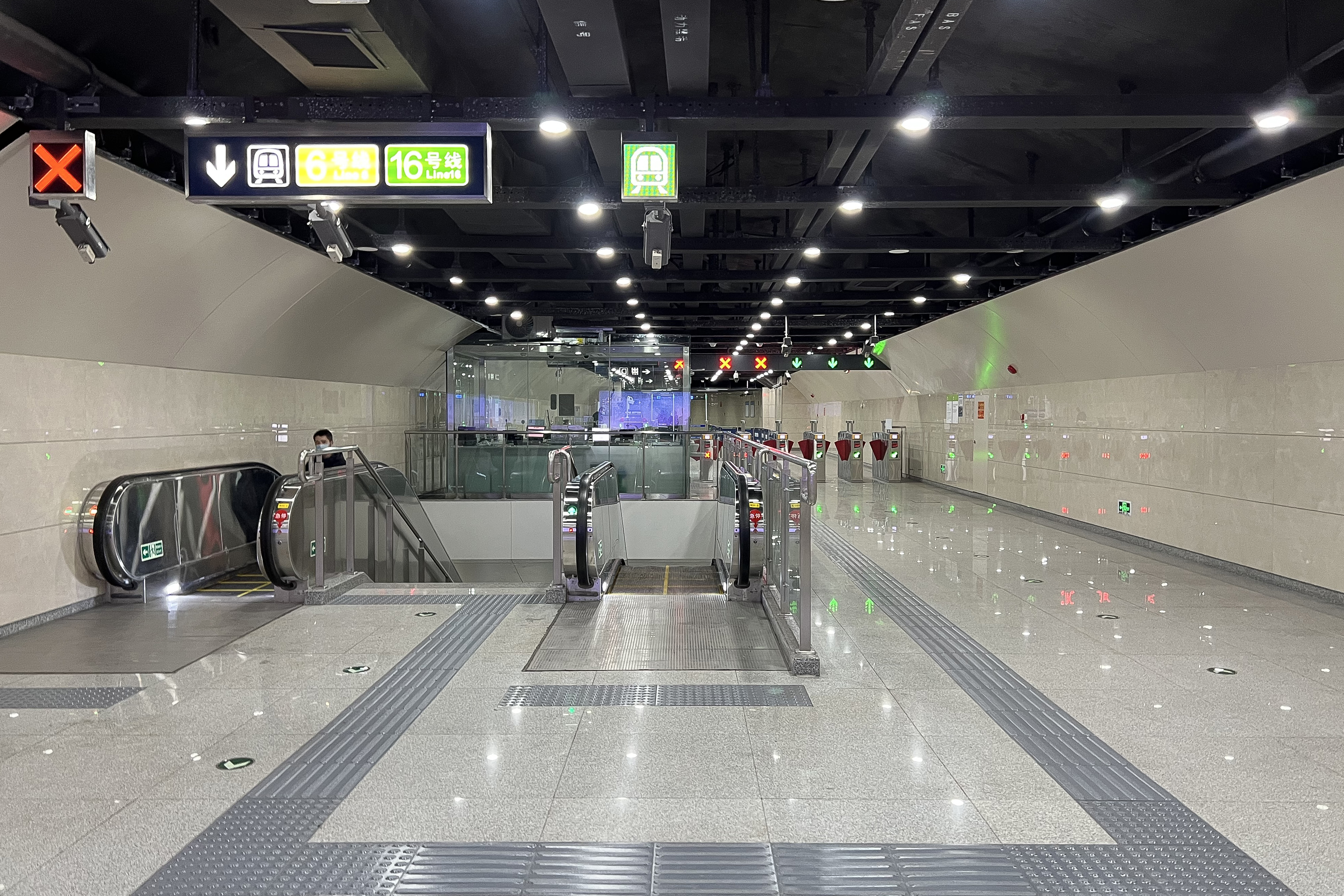
D 외부 플러그인 홀
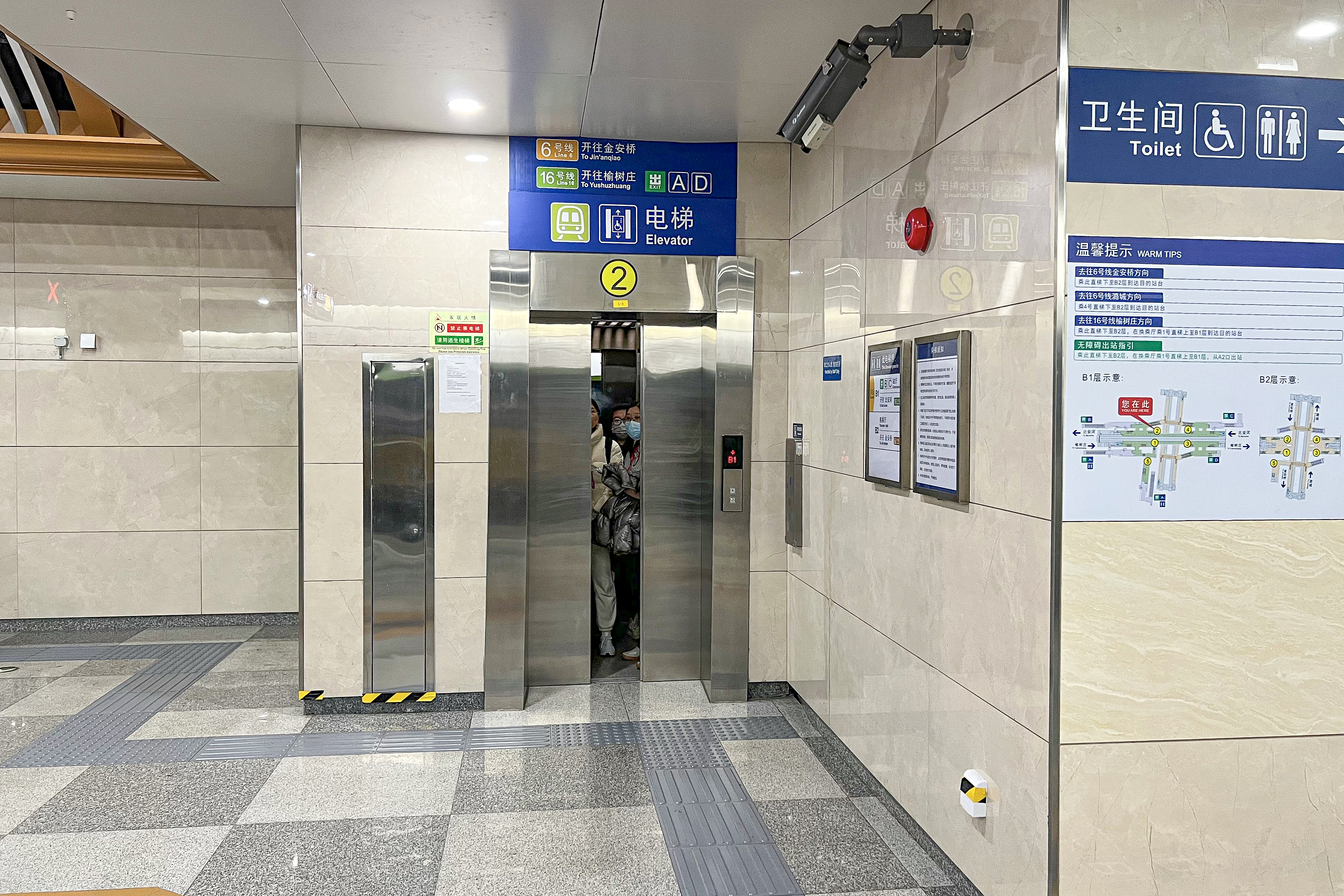
2번 엘리베이터

## 출구
얼리거우역에는 총 5개의 출입구가 존재한다. A1 출구와 16호선 승강장 사이에는 높이차가 존재한다(A2 출구 포함).
|                              |                         | |      |           |
|                              |                         | |      |           |
| 출구                         | 지시                    | 목적지 | 사진 | 편의 시설 |
| ■ 6호선 ■ 16호선 역사와 연결 |                         | |      |           |
| 出口 · A · 1                 | 처궁좡 서로(车公庄西路) | 처궁좡 서로(车公庄西路) 북측, 신장위구르자치구 인민정부 베이징사무소(新疆维吾尔自治区人民政府驻北京办事处)                                                                |      |           |
| 出口 · A · 2                 | 싼리허로(三里河路)      | 싼리허로(三里河路) 서측, 수도사범대학 실험초등학교(首都师范大学实验小学)                                                                                                  |      |           |
| 出口 · B                     | 싼리허로(三里河路)      | 싼리허로(三里河路) 동측, 베이징 제56중학교(北京市第五十六中学), 베이징 토목건축대학 부속 초등학교(北京建筑大学附属小学), 중국 건축 디자인 연구소(中国建筑设计研究院)      |      | 빈칸      |
| 出口 · C                     | 싼리허로(三里河路)      | 싼리허로(三里河路) 동측, 처궁좡 대가(车公庄大街) 남측 |      | 빈칸      |
| 出口 · D                     | 처궁좡 서로(车公庄西路) | 처궁좡 서로(车公庄西路) 남측, 중국도시계획설계연구소(中国城市规划设计研究院), 중화인민공화국 주택도시농촌개발부(中华人民共和国住房和城乡建设部), 중국 건설 빌딩(中建大厦) |      | 빈칸      |
| 아이콘 설명: 엘리베이터      |                         | |      |           |